# Итокортормит
Ittoqqortoormiit (Источни део Гренланда) или Illoqqortoormiut (Западни део Гренланда) , раније познат као Scoresbysund, је насеље у Општини Sermersooq на источном Гренланду. Његова популација износи 452 . ажурирано: 2013..
Претходно име Scoresbysund потиче од Арктичког истраживача Вилијама Скоресбија, који је први пут видео карту са тим градом 1822. године. Име "Итокортормит" означава "Big-House Dwellers" на западном Гренландском језику. Овај регион је познат по дивљим животињама, укључујући поларне медведе, мошусно говече i фоке..

## Географија
Итокортормит се налази на "Liverpool Landu", близу ушћа северне обале Кангертитваки фјорда, које се улива Гренландско море.

## Историја
Итокортормит је откривен 1925. захваљујући Ејнару Микелсену и око 80 досељеника (70 људи из Тасилакија и четири породице са Западног Гренланда). Они су доведени на брод "Gustava Holm" и населили 400 km (250 mi)јужно од последњег познатог насеља у североисточном Гренланду.
Насеље је потпомагано од стране колонијалне силе Данске која је у то време имала веће интересовање за Североисточни Гренланд. Исторемено, колонизација је за циљ имала да побољша живот у Тасилакију. Насељеници су временом напредовали у лову на новом простору, које је богато многим животињама, као што су лисице, медведи, фоке...
Међутим, сва та места коју су населили били су дом за поларне медведе, и о томе говори доста археолошких остатака.

## Саобраћај
Итокортормит је један од најудаљенијих градова на Гренланду. Грађани користе "Iнтокортормит хелиодром", помоћу компаније "Air Greenland" која хеликоптерима превози путнике између удаљених места, такође је могућ и превоз бродом, али само неколико месеци годишње.

## Економија
Локални ловци се најчешће базирају на лову поларних медведа. Приход долази од продаје меса, коже, али нажалост на ту врсту посла могу да се ослоне само неколико месеци годишње.
Итокортормит се налази близу велике популације шкампа, ал присуство леда спречава експлатацију тог ресурса током целе године, такође лед спречава и риболов.
Међутим, туризам је у развоју, Итокортормит је најближи град на Гренланду са Исланда.

## Клима
Итокортормит има тундрску климу, са јаким зимама, тмурним летима и не толико топлих дана лети, свега 10 °C у просеку, али то омогућава брз раст дрвећа. У ствари у најтоплијем месецу годишње је свега 3 °C. Интокортормит чини један од најхладнијих насеља на планети који су насељени током целе године.

Једном приликом, поподне 22. фебруара 2005. године, за које се очекује да је најхладнији период у години температура је нагло скочила на +15,9 °C  .
| Клима Ittoqqortoormiit, Greenland (1981–2010), sun 1982-1999                    | Клима Ittoqqortoormiit, Greenland (1981–2010), sun 1982-1999 | Клима Ittoqqortoormiit, Greenland (1981–2010), sun 1982-1999 | Клима Ittoqqortoormiit, Greenland (1981–2010), sun 1982-1999 | Клима Ittoqqortoormiit, Greenland (1981–2010), sun 1982-1999 | Клима Ittoqqortoormiit, Greenland (1981–2010), sun 1982-1999 | Клима Ittoqqortoormiit, Greenland (1981–2010), sun 1982-1999 | Клима Ittoqqortoormiit, Greenland (1981–2010), sun 1982-1999 | Клима Ittoqqortoormiit, Greenland (1981–2010), sun 1982-1999 | Клима Ittoqqortoormiit, Greenland (1981–2010), sun 1982-1999 | Клима Ittoqqortoormiit, Greenland (1981–2010), sun 1982-1999 | Клима Ittoqqortoormiit, Greenland (1981–2010), sun 1982-1999 | Клима Ittoqqortoormiit, Greenland (1981–2010), sun 1982-1999 | Клима Ittoqqortoormiit, Greenland (1981–2010), sun 1982-1999 |
| Показатељ \ Месец                                                               | .Јан.                                                        | .Феб.                                                        | .Мар.                                                        | .Апр.                                                        | .Мај.                                                        | .Јун.                                                        | .Јул.                                                        | .Авг.                                                        | .Сеп.                                                        | .Окт.                                                        | .Нов.                                                        | .Дец.                                                        | .Год.                                                        |
| ------------------------------------------------------------------------------- | ------------------------------------------------------------ | ------------------------------------------------------------ | ------------------------------------------------------------ | ------------------------------------------------------------ | ------------------------------------------------------------ | ------------------------------------------------------------ | ------------------------------------------------------------ | ------------------------------------------------------------ | ------------------------------------------------------------ | ------------------------------------------------------------ | ------------------------------------------------------------ | ------------------------------------------------------------ | ------------------------------------------------------------ |
| Максимум, °C (°F)                                                               | −13 (9)                                                      | −14 (7)                                                      | −14 (7)                                                      | −8 (18)                                                      | −2 (28)                                                      | 3 (37)                                                       | 6 (43)                                                       | 5 (41)                                                       | 1 (34)                                                       | −6 (21)                                                      | −11 (12)                                                     | −12 (10)                                                     | −5,4 (22,3)                                                  |
| Просек, °C (°F)                                                                 | −17,5 (0,5)                                                  | −18,5 (−1,3)                                                 | −18 (0)                                                      | −12,5 (9,5)                                                  | −5 (23)                                                      | 0,5 (32,9)                                                   | 3 (37)                                                       | 2,5 (36,5)                                                   | −1,5 (29,3)                                                  | −8 (18)                                                      | −14 (7)                                                      | −16 (3)                                                      | −8,6 (16,5)                                                  |
| Минимум, °C (°F)                                                                | −22 (−8)                                                     | −23 (−9)                                                     | −22 (−8)                                                     | −17 (1)                                                      | −8 (18)                                                      | −2 (28)                                                      | 0 (32)                                                       | 0 (32)                                                       | −4 (25)                                                      | −10 (14)                                                     | −17 (1)                                                      | −20 (−4)                                                     | −12,1 (10,2)                                                 |
| Количина падавина, mm (in)                                                      | 45 (1,77)                                                    | 38 (1,5)                                                     | 42 (1,65)                                                    | 30 (1,18)                                                    | 23 (0,91)                                                    | 26 (1,02)                                                    | 33 (1,3)                                                     | 46 (1,81)                                                    | 49 (1,93)                                                    | 50 (1,97)                                                    | 45 (1,77)                                                    | 49 (1,93)                                                    | 476 (18,74)                                                  |
| Дани са падавинама (≥ 1.0 mm)                                                   | 14                                                           | 12                                                           | 14                                                           | 11                                                           | 10                                                           | 10                                                           | 10                                                           | 11                                                           | 11                                                           | 14                                                           | 12                                                           | 13                                                           | 142                                                          |
| Сунчани сати — месечни просек                                                   | 1                                                            | 31                                                           | 108                                                          | 205                                                          | 251                                                          | 291                                                          | 278                                                          | 229                                                          | 142                                                          | 71                                                           | 8                                                            | 0                                                            | 1.615                                                        |
| Сунчано време — месечни проценти                                                | 2,2                                                          | 15,3                                                         | 29,9                                                         | 41,9                                                         | 36,3                                                         | 40,4                                                         | 37,7                                                         | 40,6                                                         | 35,5                                                         | 25,6                                                         | 7,9                                                          | 0,0                                                          | 26,11                                                        |
| Извор #1: NIWA                                                                  |                                                              |                                                              |                                                              |                                                              |                                                              |                                                              |                                                              |                                                              |                                                              |                                                              |                                                              |                                                              |                                                              |
| Извор #2: http://www.dmi.dk/fileadmin/user_upload/Rapporter/TR/2000/tr00-18.pdf |                                                              |                                                              |                                                              |                                                              |                                                              |                                                              |                                                              |                                                              |                                                              |                                                              |                                                              |                                                              |                                                              |

## Популација
Становништо Итокортормита је варирало у протекле две деценије, број становника нагло опада, чак 17% од 2006 год.